# Carlos Neuenschwander Landa
Carlos Neuenschwander Landa (Arequipa, Perú, 1914-2003) fue un médico y explorador peruano. Entre 1957 y 1997 lideró varias expediciones en Perú investigando la existencia de la ciudad perdida de Paititi. Fue el descubridor del camino de piedra incaico, situado en la cordillera de Paucartambo, y fue la primera persona en describir, documentar y divulgar la fortaleza de Hualla, situada en la zona rural del municipio de Calca. En sus expediciones se ha concentrado en la meseta de Pantiacolla donde buscaba la ciudad del Paititi, también llamada Pantiacollo.

## Exploraciones
1954: hasta Cosñipata, y en canoa al Río Palotoa
1955: al valle de Lares
1955: al Río Yavero
1957: a la Cordillera de Paucartambo, a la fortaleza de Hualla, al sitio de Collatambo, Laguna Negra, al Chunchosmayo, hasta el Camino de Piedra, Suchococha, "Alturas de Mameria", "Faldas de Toporake"
1961: expedición aérea, descubrimiento de la Meseta de Pantiacolla
1964: a la zona de Vilcabamba; a la zona de Callanga, Apucatinti, Toporake, Laguna Cuadrada, y desde la Hacienda Chancamayo sobrevolando el Río Chunchosmayo.
1966: en helicóptero a las zonas al norte del Río Yavero
1966: en helicóptero, hasta Cordillera de Vilcabamba
1969: a los Petroglifos de Pusharo, a los orígenes de los ríos Pantiacolla y Pinquen
1976: expedición terrestre y fluvial, valles de los ríos Pantiacolla, Sinkibenia, PiñiPiñi; expedición aérea al Río Palatoa, y vista de las Pirámides de Pantiacolla.
1978: en helicóptero a las cabeceras del Río Cirialo